# Physalaemus atlanticus
Physalaemus atlanticus é uma espécie de anfíbio da família Leptodactylidae.
É endémica do Brasil.
Os seus habitats naturais são: florestas subtropicais ou tropicais húmidas de baixa altitude, marismas de água doce e marismas intermitentes de água doce.